# Spoorlijn 216
Spoorlijn 216 is een Belgische industrielijn in de haven van Gent. De lijn loopt vanaf de aftakking Y Zuid Everstein aan lijn 55 langs de Ringvaart tot aan de sluis bij Evergem. De spoorlijn is 4,0 km lang.

## Aansluitingen
In de volgende plaats is er een aansluiting op de volgende spoorlijn:
Y Zuid-Everstein
Spoorlijn 55 tussen Gent-Sint-Pieters en Terneuzen